# Enrique Ribelles
 (septembre 2014).
Si vous disposez d'ouvrages ou d'articles de référence ou si vous connaissez des sites web de qualité traitant du thème abordé ici, merci de compléter l'article en donnant les références utiles à sa vérifiabilité et en les liant à la section « Notes et références ».
Enrique Ribelles Seró, né le 1er février 1934 à Puigverd de Lleida (Catalogne, Espagne) et mort le 19 mars 2014, est un footballeur espagnol qui jouait au poste de milieu de terrain.

## Biographie
Enrique Ribelles commence à jouer avec l'UE Lleida en 1952. En 1956, il est recruté par le FC Barcelone mais il ne rejoint pas le Barça avant 1957. Il débute avec Barcelone le 15 décembre 1957 face au Real Saragosse (1 à 1). 
Il reste au Barça pendant quatre saisons, jusqu'en 1961. Avec Barcelone, Ribelles remporte deux championnats d'Espagne, deux Coupes des villes de foire et une Coupe d'Espagne. Il est souvent le remplaçant du légendaire Laszlo Kubala.
En 1961, il signe avec le Valence CF où il reste jusqu'en 1965. Avec Valence, il remporte deux Coupes des villes de foire en 1962 et 1963.
En 1965, il retourne à l'UE Lleida.
Le 8 mai 1999, il reçoit un hommage de la part du FC Barcelone et de l'UE Lleida avec d'autres joueurs nés dans la province de Lérida comme Josep Vila, Enrique Gensana, José Aubach, Josep Maria Fusté et Antoni Torres.

## Palmarès
Avec le FC Barcelone :
- Champion d'Espagne en 1959 et 1960
- Vainqueur de la Coupe des villes de foires en 1958 et 1960
- Vainqueur de la Coupe d'Espagne en 1959

Avec le Valence CF :
- Vainqueur de la Coupe des villes de foires en 1962 et 1963